# 約翰娜波魚
約翰娜波魚（学名：Rasbora johannae）為輻鰭魚綱鯉形目鯉科波魚屬的一個種，該物種分布於亞洲婆羅洲，體長可達3.8公分，棲息在礫石底質的森林小溪流。